# Драммонд (парафія, Нью-Брансвік)
Драммонд (англ. Drummond) — парафія в Канаді, у провінції Нью-Брансвік, у складі графства Вікторія.

## Населення
За даними перепису 2016 року, парафія нараховувала 2157 осіб, показавши скорочення на 4,1%, порівняно з 2011-м роком. Середня густина населення становила 2,1 осіб/км².
З офіційних мов обидвома одночасно володіли 1 675 жителів, тільки англійською — 155, тільки французькою — 315. Усього 10 осіб вважали рідною мовою не одну з офіційних.
Працездатне населення становило 69,6% усього населення, рівень безробіття — 14,6% (17,5% серед чоловіків та 10,7% серед жінок). 83,4% осіб були найманими працівниками, а 15,4% — самозайнятими.
Середній дохід на особу становив $37 757 (медіана $31 088), при цьому для чоловіків — $43 062, а для жінок $32 249 (медіани — $36 508 та $26 240 відповідно).
29,2% мешканців мали закінчену шкільну освіту, не мали закінченої шкільної освіти — 24,7%, 46,1% мали післяшкільну освіту, з яких 25,6% мали диплом бакалавра, або вищий.
| Статево-вікова структура населення | Статево-вікова структура населення | Статево-вікова структура населення | Статево-вікова структура населення | Статево-вікова структура населення |
| ---------------------------------- | ---------------------------------- | ---------------------------------- | ---------------------------------- | ---------------------------------- |
|                                    |                                    |                                    |                                    |                                    |
| Всього                             | Всього                             | 49,8%50,2%                         |                                    |                                    |
| 0 — 14 років                       | 0 — 14 років                       |                                    | 17,4%                              | 17,4%                              |
| 15 — 64 років                      | 15 — 64 років                      |                                    | 68,7%                              | 68,7%                              |
| 65 і більше                        | 65 і більше                        |                                    | 13,9%                              | 13,9%                              |
| 85 і більше                        | 85 і більше                        |                                    | 0,9%                               | 0,9%                               |
| Середній вік (років)               | Середній вік (років)               | 41,540,2                           | 40,9                               | 40,9                               |
| Медіана (років)                    | Медіана (років)                    | 44,242,6                           | 43,4                               | 43,4                               |
| — чоловіки — жінки                 |                                    |                                    |                                    |                                    |

| Походження мешканців:     | Походження мешканців:     | Походження мешканців: | Походження мешканців: | Походження мешканців: |
| ------------------------- | ------------------------- | --------------------- | --------------------- | --------------------- |
| Походження                |                           |                       | осіб                  | %                     |
| Корінні американці        | Корінні американці        |                       | 120                   | 5.61%                 |
| Інше північноамериканське | Інше північноамериканське |                       | 1 820                 | 85.05%                |
| Європейське               | Європейське               |                       | 790                   | 36.92%                |
| британське                | британське                |                       | 175                   | 8.18%                 |
| французьке                | французьке                |                       | 670                   | 31.31%                |
| Азійське                  | Азійське                  |                       | 10                    | 0.47%                 |

| Зайнятість населення за галузями (за класифікацією NOC): | Зайнятість населення за галузями (за класифікацією NOC): | Зайнятість населення за галузями (за класифікацією NOC): | Зайнятість населення за галузями (за класифікацією NOC): | Зайнятість населення за галузями (за класифікацією NOC): |
| -------------------------------------------------------- | -------------------------------------------------------- | -------------------------------------------------------- | -------------------------------------------------------- | -------------------------------------------------------- |
|                                                          |                                                          |                                                          |                                                          |                                                          |
| Управління                                               | Управління                                               |                                                          | 9,8%                                                     | 9,8%                                                     |
| Бізнес, фінанси та адміністрування                       | Бізнес, фінанси та адміністрування                       |                                                          | 14,8%                                                    | 14,8%                                                    |
| Природничі та прикладні науки                            | Природничі та прикладні науки                            |                                                          | 2,9%                                                     | 2,9%                                                     |
| Охорона здоров'я                                         | Охорона здоров'я                                         |                                                          | 7%                                                       | 7%                                                       |
| Освіта, правозахист, муніципальні та урядові служби      | Освіта, правозахист, муніципальні та урядові служби      |                                                          | 11,5%                                                    | 11,5%                                                    |
| Мистецтво, культура, відпочинок та спорт                 | Мистецтво, культура, відпочинок та спорт                 |                                                          | 0,8%                                                     | 0,8%                                                     |
| Роздрібна торгівля та послуги                            | Роздрібна торгівля та послуги                            |                                                          | 17,6%                                                    | 17,6%                                                    |
| Гуртова торгівля, транспорт та обладнання                | Гуртова торгівля, транспорт та обладнання                |                                                          | 23%                                                      | 23%                                                      |
| Природні ресурси, сільське господарство                  | Природні ресурси, сільське господарство                  |                                                          | 7%                                                       | 7%                                                       |
| Виробництво                                              | Виробництво                                              |                                                          | 5,3%                                                     | 5,3%                                                     |

## Клімат
Середня річна температура становить 2,5°C, середня максимальна – 21°C, а середня мінімальна – -20,6°C. Середня річна кількість опадів – 1 068 мм.
| Клімат поселення                              | Клімат поселення | Клімат поселення | Клімат поселення | Клімат поселення | Клімат поселення | Клімат поселення | Клімат поселення | Клімат поселення | Клімат поселення | Клімат поселення | Клімат поселення | Клімат поселення | Клімат поселення |
| Показник                                      | Січ.             | Лют.             | Бер.             | Квіт.            | Трав.            | Черв.            | Лип.             | Серп.            | Вер.             | Жовт.            | Лист.            | Груд.            |                  |
| Середній максимум, °C                         | −7,74            | −6,34            | 0,33             | 7,40             | 14,80            | 20,36            | 21,02            | 20,44            | 14,67            | 8,81             | 2,58             | −5,69            |                  |
| Середня температура, °C                       | −14,2            | −12,78           | −6,12            | 0,94             | 8,36             | 13,93            | 17,37            | 16,80            | 11,03            | 5,18             | −1,06            | −9,32            |                  |
| Середній мінімум, °C                          | −20,63           | −19,23           | −12,58           | −5,5             | 1,91             | 7,47             | 13,73            | 13,17            | 7,39             | 1,54             | −4,7             | −12,97           |                  |
| Норма опадів, мм                              | 84               | 64               | 65               | 62               | 85               | 99               | 122              | 110              | 101              | 92               | 92               | 92               |                  |
| Середньомісячна швидкість вітру, м/с          | 3.90             | 3.99             | 4.20             | 3.97             | 3.72             | 3.31             | 3.00             | 2.90             | 3.21             | 3.59             | 3.76             | 3.82             |                  |
| Середньомісячна сонячна радіація, кДж/м²·день | 5165             | 8482             | 12406            | 15945            | 18410            | 20222            | 19523            | 17077            | 12510            | 7671             | 4573             | 3856             |                  |
| --------------------------------------------- | ---------------- | ---------------- | ---------------- | ---------------- | ---------------- | ---------------- | ---------------- | ---------------- | ---------------- | ---------------- | ---------------- | ---------------- | ---------------- |
| Джерело:                                      |                  |                  |                  |                  |                  |                  |                  |                  |                  |                  |                  |                  |                  |